# Diaparsis truncata
Diaparsis truncata là một loài tò vò trong họ Ichneumonidae.